# Viola palmata
Viola palmata là một loài thực vật có hoa trong họ Hoa tím. Loài này được Carl von Linné miêu tả khoa học đầu tiên năm 1753.

## Hình ảnh

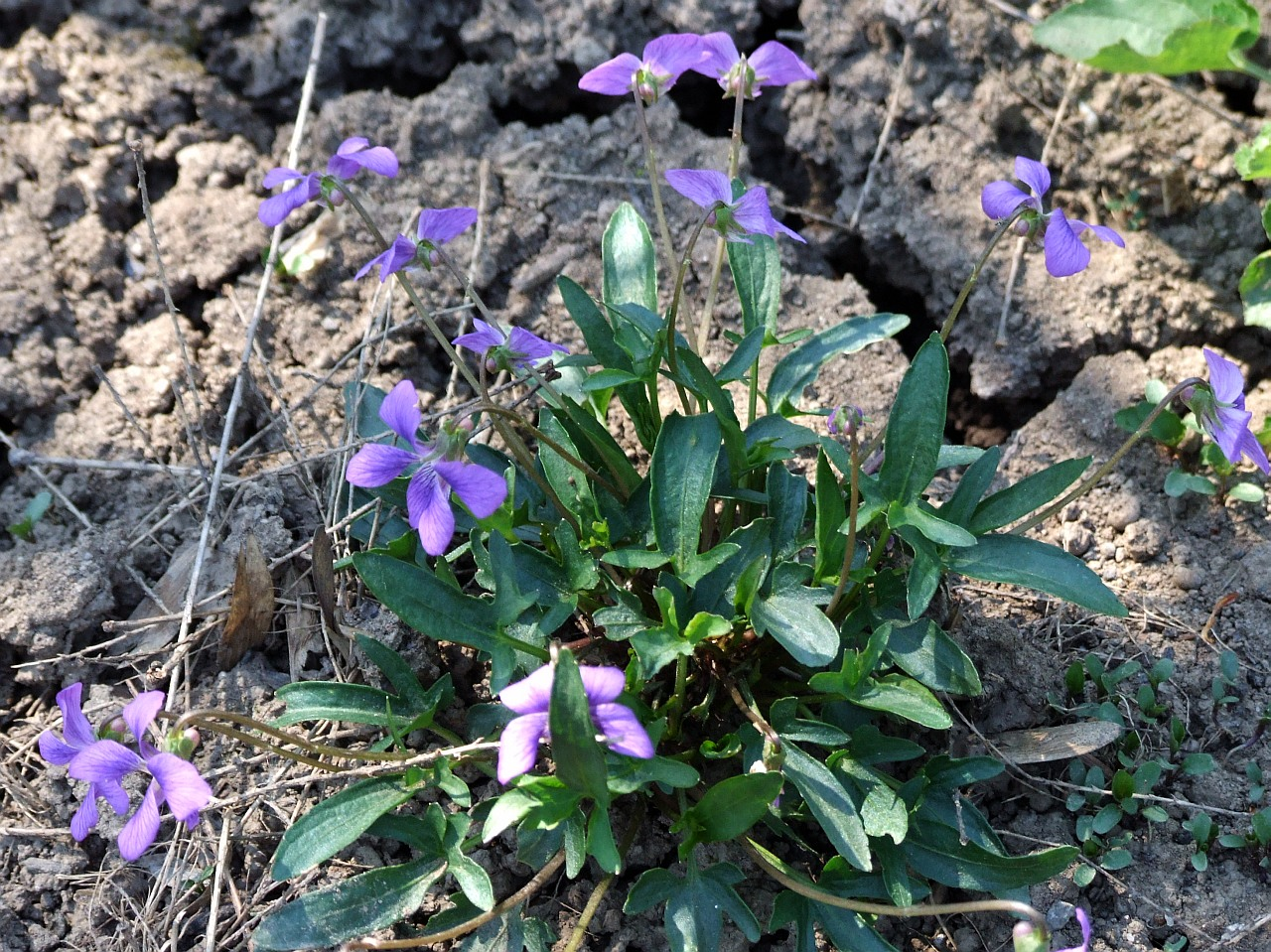